# Вітальяно Вісконті
Вітальяно Вісконті (італ. Vitaliano Visconti; *1618, Мілан — †7 вересня 1671, Монреале) — італійський кардинал, каноніст, церковний діяч і політик, дипломат. 

## Життєпис
Походив зі знатної міланської родини. По закінченні Болонського університету, де він отримав докторат з права, поступив на юридичну службу у Мілані. Член Колегії юрисконсультів у 1644. Перейшов на службу до папської держави, де був губернатором Фано, Сполето, Вітербо, Перуджі. Аудитор Трибуналу Священної Римської Роти з 1660. Аудитор у справах Апостольського палацу. У ранзі датарія був у складі місії кардинала Флавіо Кіджі до Парижа.
У зв'язку з призначенням апостольським нунцієм в Іспанії, став архієпископом in partibus Ефеським 11 серпня 1664. Вісконті був призначений кардиналом in pectore на консисторії 15 лютого 1666, оголошено ж призначення було на консисторії 7 березня 1667 — незадвого до смерті папи Олександра VII, та через своє перебування в Іспанії ні отримати капелюха, ні бути присутнім на конклаві він не зміг. Титул Сант Ан'єзе фуорі ле Мура, разом з біретом отримав уже при новому папі, Клименті IX, на консисторії 18 березня 1669. Став архієпископом-митрополитом Монреале 2 червня 1670, де і помер у вересні наступного року.